# 伊藤留奈
伊藤 留奈（いとう るな、1971年 - ）は、日本の女優・演出家。東京都渋谷区出身。高岡事務所所属。

## 来歴・人物
父は伊藤正次演劇研究所を設立した俳優伊藤正次。母は女優の水科慶子（伊藤慶子）。はとこには女優の中川安奈がいる。
桐朋女子高等学校、桐朋学園芸術短期大学部芸術科演劇専攻を卒業後、共立女子大学大学院文芸学研究科演劇学専攻を修了。
1992年に神山征二郎監督『川をわたる風』で映画デビュー。2004年に「Ito・M・Studio」（ 伊藤正次演劇研究所 が前身）を設立。2009年からクリエイティブチーム「作戦会議」を立ち上げ、企画・制作・演出・講師の活動を開始。2011年 - 2014年に、目白大学短期大学部生活学科・介護福祉コースの非常勤講師。2014年から演技研究クラスを開講。2015年 - 2017年には共立女子大学のKALECO(Kyoritsu Active Learning Expierience for Collavorative Communication）プロジェクトにアドバイザーとして参加する。2020年から共立女子大学文芸学部の非常勤講師を務める。

## 出演

### 舞台
- 「クローズ・ユア・アイズ～ライカでグッドバイ」アーリータイムリーズ公演　作・演出和田憲明（1992年）[3]
- 「アイスクリームマン」岩松プロデュース公演　作・演出岩松了 - 姉役（1994年）
- 「センター街」岩松プロデュース公演　作・演出岩松了- 冴子役（1995年）
- 「傘とサンダル」岩松プロデュース公演　作・演出岩松了 - 道子役（1996年、2003年再演）
- 「野口雨情抄 枯れすすき」九プロダクション　作新藤兼人、演出神山征二郎 ‐ 野口ひろ役（1994年 - 2001年）
- 「女と男のいる舗道」MODEアトリエ公演　構成・演出松本修（1999年）
- 「2メートルの魚」ペンギンプルペイルパイルズ公演　作・演出倉持裕（2000年）
- 「ワークインタイムマシーン」ペンギンプルペイルパイルズ公演　作・演出倉持裕（2001年）
- 「哄笑」スケアクロウズ公演　作清水邦夫　演出上田ボッコ - 高村智恵子役（2002年）
- 「ワンマンショー」ペンギンプルペイルパイルズ公演　作・演出倉持裕 - 青井紫役（2003年）※岸田戯曲賞受賞作品
- 「八月のシャハラザード」TSAプランニングプロデュース公演　作高橋いさを　演出西方亨(新人会) - 夕凪役（2003年）
- 「寝覚町の旦那のオモチャ」tsumazuki no ishi公演　作スエヒロケイスケ　演出寺十吾 - シゲミ役（2004年）
- 「246番地の雰囲気」ペンギンプルペイルパイルズ公演　作・演出倉持裕 - 宝来静役（2005年）
- 「上石神井サスペンデッド」サスペンデッツ公演[4]　作・演出早船聡 - 岩村千夏役（2005年）
- 「道子の調査」ペンギンプルペイルパイルズ公演　作・演出倉持裕 - 道子役（2006年）
- 「片手の鳴る音」サスペンデッツ公演[4]　作・演出早船聡（2007年、2008年再演）

### 映画

#### 商業作品
- 『さくら』（1994年） [5]
- 『学校の怪談』（1995年） - 先生 役[6]
- 『スペーストラベラーズ』（2000年）[要出典]
- 『大河の一滴』（2001年） - 伸一郎の母 役[7]
- 『Dolls』（2002年） - 公園のOL 役[8]
- 『ベルナのしっぽ』（2006年）[要出典]
- 『Dear Friends』（2007年）[要出典]

#### アニメ映画
- 『マヤの一生』（1996年）[9]

#### その他
- 『川をわたる風』（岐阜県と岐阜県教育委員会による人権啓発映画（制作：東映）[10]、1992年）[1]
- 『不意の旅人』（総務庁地域改善対策室と全日本同和対策協議会による人権啓発映画（制作：東映）[11]、1993年）
- 『あしたの足音』（岐阜県と岐阜県教育委員会による人権啓発映画（制作：東映）、1996年） - 野村松子 役（主演）[12]
- 『すばらしい私のおじいちゃん』（東映教育映画部による教育映画、1997年[13]）[要出典]
- 『雲が晴れた日』[要出典]

### テレビ

#### NHK
- 新藤兼人が読む・正岡子規の病床六尺[14]
- 元気をあげる～救命救急医物語 レギュラー
- はやぶさ新八御用帳
- 黄昏の甘い恋歌[15]
- いつか見た空
- 御宿かわせみ
- 私の青空
- NHKドラマ館　新・南部大吉交番日記[16]
- 新マチベン 〜オトナの出番〜

#### NTV
- いとこ同志 レギュラー
- 凍りつく夏
- 震える手[17]
- 六月の花嫁シリーズ
- 緊急救命病院Ⅲ
- おせん

#### TBS
- 新幹線物語'93夏 レギュラー
- 新・株式会社徳川家康[18]
- 西村京太郎サスペンス 十津川警部シリーズ「松島・蔵王殺人事件[19]
- 早乙女千春の添乗報告書3 草津湯けむり殺人事件
- 名探偵キャサリン4 清少納言殺人事件
- 虹のかなた
- 検察官　沢木穂乃歌２　悪の断層[20]
- 刹那に似てせつなく[21]
- きらきら研修医
- スイート10
- 刑事シュート しゅうと&ムコの事件日誌
- ハンチョウ〜神南署安積班〜

#### CX
- ほたるのゆき[22]
- ランチの女王
- Dr.コトー診療所
- Dr.コトー診療所 2004 特別編
- 人間の証明
- みんな昔は子供だった レギュラー
- クニミツの政
- パーフェクト・リポート
- 森村誠一サスペンス 破婚の条件[23]

#### ANB
- はだかの刑事
- 女医花橋澪子の事件カルテ[24]
- 西村京太郎トラベルミステリー高山本線殺人事件[25]
- 眠れぬ夜を抱いて
- おかしな二人 (テレビ朝日)２ 能登金剛殺人慕情
- はみだし刑事情熱系 PARTⅦ
- 相棒season2
- 新・警視庁女性捜査班
- 愛と死をみつめて
- 海賊戦隊ゴーカイジャー

#### TX
- 野菊の墓
- さよならのストーリーたち 5 [26]
- 捜査線上のアリア [27]
- 二つの嘘 同窓会殺人事件 [28]
- 牙狼-GARO-
- 信濃のコロンボ10 杜の都殺人事件
- 密会の宿５
- 信濃のコロンボ15 愛するあまり

#### WOWOW
- SOIL

#### オーディオブック
- 風のリグレット[29]飯野賢治監督（セガサターン）

#### NHKFM FM
- 青春アドベンチャー イノシシがやって来た
- 青春アドベンチャー ねずみのチュー告
- FMシアター 消えた万元戸
- FMシアター父への旅
- アルジャーノンに花束を
- オーディオドラマ 今だからあなたへ～60歳のラブレター～[30]

### 演出
作戦会議公演
- 第1回公演　清水邦夫作『楽屋』(2009)
- 第2回公演　カグミ・シュレスタ作『夏休み蝉と一緒に本を読む』(2010)
- 第3回公演　岸田國士作『雪だるまの幻想』(2011)
- 第4回公演　松田正隆作『夏の砂の上』(2014)
- 第5回公演　竹内銃一郎作『東京大仏心中』(2015)
- 第6回公演　清水邦夫作『楽屋』(2018)
- 第7回公演　アントン・チェーホフ作『かもめ』(2024)

その他
- Ito・M・Studio10年祭公演『はじめて憲法を考えるように』弓手研平画集『日本国憲法の心を描く』より(2014)[31]
- Ito・M・Studio演技研究クラス第1回公演　テネシー・ウィリアムズ作『バーサよりよろしく』『坊やのお馬』(2016)[32]
- Ito・M・Studio演技研究クラス第2回公演　岸田國士作『驟雨』『紙風船』(2016)[32]
- Ito・M・Studio演技研究クラス第3回公演　ウジェーヌ・イヨネスコ作『授業』(2017)[32]
- Ito・M・Studio演技研究クラス第5回公演　テネシー・ウィリアムズ作『ロンググッドバイ』『バーサよりよろしく』(2018)[32]
- Ito・M・Studio演技研究クラス第7回公演　岸田國士作『動員挿話』(2019)[32]
- 田中飄第2回プロデュース公演　ウジェーヌ・イヨネスコ作『授業』(2020)[33]
- Ito・M・Studio演技研究クラス第9回映像制作トライアル公演　ベルナール=マリ・コルテス作『ロベルト・ズッコ』(2021)[32]
- パショナリーアパショナーリア4回目・浅草九劇配信公演　竹内銃一郎作『眠レ、巴里』(2021)[33]
- Ito・M・Studio演技研究クラス第10回公演　三好十郎作『殺意(ストリップショウ)』(2022)[32]
- Ito・M・Studio演技研究クラス第11回公演　清水邦夫作『楽屋』『花のさかりに死んだあの人』(2023)[32]
- Ito・M・Studio演技研究クラス第12回試演会公演　岸田國士作『留守』(2023)[32]